# 丘拉季夫 (諾夫哥羅德-謝韋爾斯基區)
51°58′8″N 33°20′41″E / 51.96889°N 33.34472°E
丘拉季夫（烏克蘭語：Чулатів），是烏克蘭的村落，位於該國北部切爾尼戈夫州，由諾夫哥羅德-謝韋爾斯基區負責管轄，始建於1200年，面積0.74平方公里，海拔高度140米，2001年人口137，人口密度每平方公里185.1人。